# Test à blanc
Un test à blanc (ou "dry run"  ) est un processus de test dans lequel les effets d’une défaillance éventuelle sont intentionnellement mis à l'épreuve. Par exemple, il existe un utilitaire rsync pour transférer des données sur certaines interfaces (généralement Ethernet), mais l'utilisateur peut essayer rsync avec l'option d'exécution à sec pour vérifier la syntaxe et tester la communication sans transfert de données. Ces tests à blanc sont courants dans plusieurs secteurs (transports, informatique, industrie, etc.). Ils sont également appelés tests grandeur nature, ou TGN .